# 封神演義
『封神演義』（ほうしんえんぎ）は、中国明代に成立した神怪小説。『商周演義』、『封神伝』、『封神榜』、『封神榜演義』ともいう。史実の殷周易姓革命を舞台に、仙人や道士、妖怪が人界と仙界を二分して大戦争を繰り広げるスケールの大きい作品である。文学作品としての評価は高くないが、中国大衆の宗教文化・民間信仰に大きな影響を与えたとされる。成立年代は1573年から1619年までの間（万暦）の半ばと考えられている。著者（編者）は一般に許仲琳とされることが多いが、定説はない。同様に歴史を題材にした『三国志演義』『隋唐演義』に比べても、残されている史実が少ないこともありフィクション部分が圧倒的に多く、幻想性も強い。

## あらすじ
はるか昔、世界は仙界と人界に分かれ、仙界はさらに、人間出身の仙人・道士達からなる崑崙山の仙道「闡教（せんきょう）」と、それ以外の動物・植物・森羅万象に由来する「截教（せっきょう）」に二分されていた。
人界は時に殷（商）の紂王の治世。紂王は名君とされていたが、慢心から女媧廟の祭祀において「女媧は人間界のどの人間より美しい、この女媧が私のものであったらいいのに」という意味の詩を詠んだ。この「神」と「人」を混同した無礼な行為に女媧は怒り、千年生きた狐狸の精に紂王を陥れるよう命じた。狐狸精は、朝歌の後宮に入ることになっていた美女、冀州侯の娘妲己の魂魄を滅ぼして身体を手に入れ、紂王を籠絡しはじめた。これ以降紂王は、妲己に操られるまま次第に暴政を行うようになっていった。
一方仙界では、闡教の教主・元始天尊門下の崑崙十二大仙が、千五百年に一度の逃れられぬ劫として、人を殺さねばならないことになっていた。また昊天上帝（天帝）が彼ら十二人を臣下に命じたことから、殷周革命に関わる闡教徒、截教徒、人道の中から「仙ならざる仙」、「人ならざる人」達を三百六十五位の「神」として「封（ほう）」じる「封神」の儀式を行うことになった。
天命により、この封神の執行者として選ばれたのが、崑崙の道士の一人であった姜子牙、後に周国の丞相となる太公望である。
かくして殷代末期の殷周革命の動乱を舞台に、四不相（四不像）に乗った姜子牙（太公望）がまきおこす殷周両国の間の戦乱、ひいては闡教と截教の対立が描かれながら、数多くの仙人、道士の霊魂が封神榜の掲げられた「封神台」へ飛んでいくこととなる。

## 作者
作者は諸説あり定説はない。現存する最古の版本である『鍾伯敬先生批評封神演義第二十巻』には、許仲琳編と記されている。また、冒頭部分を許仲琳が書き、序文を記している李雲翔がその後手を加えたという「許仲琳・李雲翔合作説」もある。その他、道教方面において著作の多い陸西星の作とする説もあるが、これは成立年代の問題などから疑問視されている。
なお、『金瓶梅』の作者である王世貞が朝廷より『金瓶梅』の中身を見せるよう命じられたため、慌てて一夜で『封神演義』を書き上げて差し替えたという説があるが、現在は俗説として否定されている。

## 版本
現存する最古の版本は、日本の内閣文庫所蔵、明代の李雲翔序を載せる『鍾伯敬先生批評封神演義第二十巻』（舒載陽・舒冲甫刊本）（以下舒本と略す）と考えられている。
明末清初の褚人穫が校訂を加えたテキスト、いわゆる四雪草堂本（「四雪草堂」は褚人穫の室名）は清代以降広く普及した。「四雪草堂本」は康熙三十四年褚人穫序本およびその序（以下褚序と略す）を載せる後継版本と考えられる。
一部の四雪草堂本系の文繁本と八巻本系文簡本五種には周之標序（以下周序と略す）を載せる。文簡本は周序のみであり、文繁本は褚序の後に周序を掲載し、「封神演義原序」と題する。
『封神演義』は他の明清小説に比して版本間でのテキストの大きな異同や系統分岐は見られない。区分のポイントとしては簡略本（簡本と呼ばれる）の存在と排印本での第九十九回の封神榜の改編が挙げられる。舒本を含む木版本では第九十九回の封神榜には作中で死んだと明言されているのにもかかわらず、リストに名前がない人物が少なからず存在する。のちに神々のリストは清末の鉛印本（中華人民共和国の北京大学図書館が所蔵する光緒十五年上海広百宋斎鉛印『繡像封神演義』）に至って改変され、漏れていた人物は万仙陣亡者を削っておおむねリストに補填された。
一九五五年に作家出版社本が出版され、以降標点本として広く流布した。作家出版社本は「四雪草堂本」を底本としたことから、木版本である四雪草堂本が封神榜を改変したとする誤解の原因となった。校勘に使用した版に広百宋斎本も挙げていることから、改変はこれにもとづくとみるべきである。
また、これとは別に清代の「蒙古車王府曲本」と呼ばれる口語体の二百二十回本が残っている。こちらは口談として民間で流布していた説話をベースとしており、前述の版とは内容が異なっている。
『封神演義』を題材とした戯曲も存在し、戯曲『封神榜』と清朝宮廷大戯『封神天榜』が存在する。

## 前史
『封神演義』の直接の前身となった作品は、元の至治年間（1321年 - 1323年）以前に成立したとされる歴史小説『武王伐紂平話』とされる。また『封神演義』の作者は明代の余邵魚の小説『春秋列国志伝』第一巻も同時に参照していたと言われている。『封神演義』の物語の骨組みはこの二作品とほとんど同じだが、『武王伐紂平話』と『春秋列国志伝』があくまで歴史小説であるのに対し、『封神演義』は神怪的要素が大量に挿入された神怪小説である点で、前者二作品とは大きく異なっている。
本作に登場する神怪的なモチーフの多くはそれぞれ元となる説話がある。たとえば、『封神演義』の物語の軸である「太公望（姜子牙）が封神を行った」という故事は、古くは『史記』封禅書の記述の中に原形が見られ、「天命により、周の武王の紂王討伐に応じて神が戦った」という説話は明代の神学書『三教源流捜神大全（捜神大全）』に見られる。登場する神仙に関しても、その多くが『捜神大全』や『神仙通鑑』など当時信仰されていた神仙を扱った書物に名前が見える。『封神演義』の著者はこれらの書物を参照し、そこに見られる神仙を名前だけ借用したり、もともとの説話を改変したりして物語に挿入していったと考えられている。
このため、古くから信仰された神仙（女媧、殷郊、太上老君、広成子、赤精子など）と比較的新しい神仙（楊戩や聞仲など）がごちゃまぜになっていたり、さらには仏教系の神仏（燃灯道人、文殊広法天尊、韋護、哪吒など。殷周時代にはまだ仏教は成立していない）や後世の人物（唐代に武将として活躍し、のちに軍神として毘沙門天と同一視された李靖など）が登場していたりと、過度な時代錯誤がみられる。

## 評価
四大奇書として古くより『西遊記』、『三国志演義』、『水滸伝』、『金瓶梅』が挙げられるが、本書の評価はこれらより一段低いものとなっている。魯迅は「『水滸伝』に比べたら幻想的に過ぎ、『西遊記』に比べたら雄偉さに欠け、今に至るまでこの二作品と同列であると見なした者はいない」と評している。また、斉祐焜は「『封神演義』は思想面でも芸術面でも、作者が意図した『小説界に於いて水滸伝と西遊記と共に鼎立する』という抱負を果たすことは到底できなかった」と評している。一方で「だがそれでも『封神演義』は中国小説史で一定の重要な地位を占める」とも記している。
文学面での評価が低い理由として、中国文学研究者の二階堂善弘は、堅苦しい文言体を必要以上に多用する文体のぎこちなさ、太公望が天数（天命）と称して自分の行為を過度に正当化したり、典型的な悪臣として描かれている費仲や尤渾まで他の登場人物と一緒に封神されるといったストーリーの不整合性、殷周時代に存在しない神仙・人物を登場させる時代考証の無視などを挙げている。
『封神演義』を日本語でリライトした小説家安能務は、「三大怪奇小説」として『三国志演義』『西遊記』『水滸伝』を挙げた後、怪奇性の高さを理由に、『水滸伝』より『封神演義』が相応しいとしている。しかし、「三大怪奇小説」という呼称自体が一般的ではなく、歴史小説である『三国志演義』を「怪奇小説」に区分することも定説とは言い難い。安能はこれら「三大怪奇小説」に『金瓶梅』を加えて「四大奇書」としているが、「奇書」とは「世に稀なほど卓越した書物」という意味で、「怪奇小説」という意味はない。また、民間での評価が高く知識人の評価が低い理由として、安能は儒教の影響で、儒家たちが儒教で理想とされる周公旦を持ち上げるため、太公望が活躍する本書の価値を不当に貶めたことが原因だったとしているが、士大夫層は小説全般を軽視していたのであって『封神演義』を特に貶めたわけではない。
以上のように、『封神演義』は二流の文学作品として扱われている。しかし、中国の民間信仰に与えた影響はきわめて大きく、従来の神々であっても本書で改変された名前や格好で神像が作られたり、本書が初出とされる通天教主や申公豹などが従来の神々に混じって信仰の対象になったりしており、明代以降の宗教文化を研究する際には特に重要な作品であるといえる。

## 日本での受容と翻訳
日本では他の古典小説同様に江戸時代に輸入されたがあまり注目されたとは言えない。数少ない例外として曲亭馬琴がその読者として挙げられる。曲亭馬琴著『開巻驚奇侠客伝』では『封神演義』と『通俗武王軍談』の影響が大きいという。
本邦初訳のものは昭和初期の1935年の三浦義臣による抄訳版である。昭和後期の1977年には木嶋清道による抄訳版も出版された。昭和期に二度にわたって抄訳が出版されたが、『西遊記』や『水滸伝』といった明代に成立した他の演義作品と比べても『封神演義』は周知されなかった。平凡社の中国古典文学大系にも抄訳すら収録されていない。
本書の存在が多くの人に周知されたのは、平成が始まった1989年に出た安能務編訳によるリライト版、それを原作にした藤崎竜による漫画『封神演義』（1996年 - 2000年）によるところが大きいとされる。しかし安能版は、殺戒を「殺人欲求」と解釈したり、天数や封神事業を理不尽な天界の陰謀とするなど、原典にはない解釈やエピソードが多く入っているほか、哪吒に「なたく」、楊戩に「ようぜん」、聞仲に「もんちゅう」など独自性の高いルビが振られている。後に安能は、このリライトは小説形式で展開していく「中華思想論のための布石」という位置づけであり、本作に多く加えた改変は自身の「意見」であると述べている。
光栄（現・コーエー）の『完訳 封神演義』全三巻（1995年）は、後述の二階堂善弘による翻訳が出版されるまで、原型に一番近い形で読める日本語訳とされていた。しかし、一部の詩が未訳であったり、本土の簡体字の活字本を底本にしたことに由来する誤訳があるなど、問題が指摘されている。また、本書を理解するにはその性質から、当時の民間信仰や『西遊記』、『平妖伝』、『八仙東遊記』といった明代の他の神怪小説に関する知識が不可欠だが、この版の訳文は注が一切付されていない。この訳書は文庫版（全七巻、1998年）で改訂再刊したが、読みやすさを配慮し本文の一部が書き換えられたため、厳密には完訳版でなくなった。
偕成社の『封神演義』全三巻（1998年）は、児童向けの編訳である。登場人物の挿し絵がたくさんあり、漢字に逐一ルビがふってある等、児童だけでなく他の訳本に挫折した人にも優しいつくりになっている。
2000年以降は十数年新訳刊行はなかったが、2013年に『封神演義』（翠琥出版）が刊行された。1999年の集英社文庫版（八木原一恵編訳、2018年に上下巻で改訂刊行）を電子書籍化し（集英社版より章数を増加した改訂版）。また、集英社版同様、「四不相（しふそう）」とするなど、明版の表記に配慮がなされている。
2017年-2018年に、全訳版が勉誠出版（二階堂善弘監訳、全4巻）で刊行された。

## 封神演義を題材にした作品
Category:封神演義を題材とした作品も参照。

### 中国・台湾・香港

#### 小説
- 『神怪列国志 反封神榜』

楞嚴閣主著、中国民間文芸出版社刊、1988年12月。『封神演義』の後日談的な物語。二千年前の封神事業に関して、通天教主が玉帝に二十四か条に渡る要望を提出する。また本書には別の物語『千年大比』も収録されている。
- 『鋒剣春秋』

黄淦が作者だとも言われるが根拠に乏しい。春秋戦国時代を舞台にした『封神演義』の非公式な続編。中国本土でも知名度が低いが、演劇か宗教に詳しい人なら通じる。

#### 映画
- 『封神伝奇 バトル・オブ・ゴッド』

2016年、中国・香港。日本では2017年公開。
- 『レジェンド・オブ・ゴッド 〜封神伝説〜』

2019年、中国。日本では2020年にDVDスルー。
- 『モンスター・オブ・ダイナスティ 王朝の妖怪』

2020年、中国。日本では2021年にDVDスルー。
- 『リベンジ・クイーン 封神:妲己』

2021年、中国。日本では2022年にDVDスルー。
- 『クラッシュ・オブ・ゴッド 神と神』

2021年、中国。日本では2022年にDVDスルー。
- 『封神・妖姫とキングダムの動乱（中国語版）』

2023年、中国。「封神演義」の実写映画三部作の1作目。日本では2025年公開。
- 『封神・激闘!燃える西岐攻防戦』

2025年、中国。「封神演義」の実写映画三部作の2作目。日本では2025年公開。

#### テレビドラマ
- 『封神榜』

1981年、香港無綫電視。日本未公開。
- 『封神榜』

1986年、台湾中華電視公司、全34話。日本未公開。
- 『封神榜』

1989年、陝西電視台、放送5話。日本未公開。
- 『封神榜』

1990年、上海電視台、全36話。日本未公開。
- 『封神榜』

2000年、台湾民間全民電視公司、全200話。日本未公開。
- 『封神榜』

2001年、香港無綫電視、全40話。日本未公開。
- 『封神演義』

2006年、中国中央電視台 (CCTV)。日本では2010年にDVD発売。
- 『封神演義 逆襲の妲己』

2009年、中国中央電視台 (CCTV)。上記作品の続編。日本では2013年にDVD発売。
- 『封神英雄榜』

2014年、華策影視、全50話（DVD全75話）。日本未公開。
- 『封神英雄榜2』

2015年、華策影視、全60話。上記作品の続編。日本未公開。
- 『封神演義』

2019年、湖南電視台、放送53話。放送禁止。

#### アニメ映画
- 『ドラゴン水滸伝』

1975年、香港。日本では1980年公開。
- 『ナーザの大暴れ』

1979年、中国。日本では1980年公開。
- 『ナタ～魔童降臨～』

2019年、中国。日本では2019東京・中国映画週間でオープニング作品として上映。
- 『ナタ転生』

2021年、中国。日本では2021年公開。
- 『新封神演義・楊戩』

2022年、中国。『ナタ転生』の続編。日本では2023年公開。2025年に公開された日本語吹替版の邦題は『ヨウゼン』。
- 『ナタ 魔童の大暴れ』

2025年、中国。『ナタ～魔童降臨～』の続編。日本では2025年公開。

#### テレビアニメ
- 『封神榜伝奇』

2003年、上海美術電影製片廠、全100話。日本未公開。
- 『封神演義 〜ナタクの大冒険〜』

2003年、中国中央電視台 (CCTV)、全52話。日本では2006年から2007年に岐阜放送で放送され、DVDも発売された。

### 日本

#### 小説
- 『封神演義』（上）： ISBN 4061843206　（中）： ISBN 4061843214　（下）： ISBN 4061843222

安能務によるリライト小説。講談社文庫（全3巻）、1988年 〜 1989年。「訳」と明確に印字されているが、事情理由は不明である。二階堂善弘などによる批判もあるが、安能の一連の作品（『隋唐演義』『三国演義』など）は、いずれも儒者達によって歴史が改竄されたという持論にもとづくリライトないし薀蓄エッセイである。
- 『セレス』

南條竹則、講談社 刊、1999年4月、ISBN 4062095823。『封神演義』をモチーフにした未来小説。仙界を模した中国企業開発の仮想現実ネットワーク『セレス』が舞台となり、『元始天尊』『通天教主』『龍吉公主』など、『封神演義』の人物を名乗るユーザーや人工生命プログラムが登場する。
- 『小説 封神演義』

嘉藤徹、PHP研究所〈PHP文庫〉 刊、2000年7月、ISBN 4569574254。独自の綿密な調査による歴史・中国文化・文字解釈とSF的ガジェットで再構成した創作小説。筆者は中国文学の研究者であり、殷代に実在した文物や風習を書き込む、歴史上の人物は『史記』『詩経』などの正統派の古典の記述を参考にし、虚構の人物に関しては『封神演義』のネタ本となった『武王伐紂平話』『春秋列国志伝』を参考にする、『山海経』系のメジャーな妖怪・神仙を登場させる、等の執筆方針を立てたことがあとがきで述べられている。
- 『創竜伝』

田中芳樹、講談社 刊、主役が四海竜王であることや、登場する神仙や妖怪の違いがあるが、殷周革命に触れられている。

#### 漫画
- 『殷周伝説・太公望伝奇』

横山光輝 作。潮出版社「コミックトム」にて1994年5月号–2001年に連載。単行本は全22巻。新版はコンビニコミック版で全10巻。
- 『封神演義』

藤崎竜の漫画作品。原作は安能務の講談社文庫版『封神演義』。1996年–2000年、集英社「週刊少年ジャンプ」で連載。この漫画を大幅に翻案脚色したテレビアニメ『仙界伝・封神演義』がテレビ東京系で放送された。また、バンダイよりゲーム化もされている。2018年にテレビアニメ『覇穹 封神演義』と、この漫画の続編および外伝『封神演義 外伝』が製作されている。
- 『ガンドッグ』

宇地仲康の漫画作品。殺し屋・シグがある日送り付けられた命旁（めいぼ）に記された365人を追うストーリー。当初は妖怪と戦うハードボイルド物かと思いきや、1500年に一度人間から仙人になった者に起こる殺人衝動「殺劫」を解消するために企てられた「封神計画」だった。

#### ラジオドラマ
- 『封神演義』

NHK-FM『青春アドベンチャー』内で、1998年–2000年の夏休みスペシャルで放送された。3部構成で各20話、計60話。安能務の講談社文庫版『封神演義』にほぼ忠実に作られた。姜子牙を石橋蓮司、紂王を藤岡弘、妲己を増山江威子、哪吒を野沢雅子、黄飛虎を大和田伸也、申公豹を壤晴彦、崇侯虎を大塚周夫、尤渾を永井一郎、などの豪華俳優声優陣で固めた。哪吒・白鶴童子（大山のぶ代）・雲中子（田の中勇）の三人だけで話を進めたこともある。その代わり、登場人物の多さを解消するため、兄弟や姉妹の数を減らすなどの苦慮がされている。何度か再放送しており、総集編では生前の安能務が特別ゲストとしてメッセージを寄せた。

#### コンピューターゲーム
- 『封神演義』

1999年7月20日、光栄（現・コーエーテクモゲームス）、PS用。独自の解釈に基づいている。1と2があり、1を大幅に翻案脚色したドラマCDも発売された。また、同社からはGC用アクションゲーム『バトル封神』、GBA用RPG『マジカル封神』といった関連ソフトも発売されている。
- 『真・三國無双シリーズ』『無双OROCHIシリーズ』

2000年8月–、コーエーの家庭用アクションゲーム。メインテーマは三国志演義だが、太公望・妲己・女媧・伏羲が使用可能なキャラクターとして登場。
- 『L.G.S 〜新説 封神演義〜』

2012年7月26日発売。オトメイトのPSP用ゲームソフト。

#### スマホゲーム
- 『封神ヒーローズ』

日本と中国の神話伝説混合。
- 『ガドリンガー』

カードバトルゲーム。
- 『元気封神:Reverse』

カードバトルゲーム。

#### テーブルトークRPG
- 『央華封神RPG』

1994年7月25日、グループSNEデザイン、メディアワークス発行。封神演義をモデルとして制作された古代中国風のRPG。またこれを元にした小説（友野詳著）、漫画（栗橋伸祐作画）、ラジオドラマ、トレーディングカードゲーム（『央華封神TCG』）も制作されている。

### 韓国

#### オンラインゲーム
- 『天道オンライン』

LIZARD interactiveが運営するMMORPG。封神演義の後日談的な世界で殷と周が争う世界を舞台にしており、封神演義のエピソードやキャラクターもゲーム内に登場する。
- 『ハンターズアリーナ：レジェンド』

マンティスコが運営するMMORPG。